# Ingo Steuer
Ingo Steuer (Chemnitz, 1º novembre 1966) è un ex pattinatore artistico su ghiaccio tedesco, specializzato nel pattinaggio artistico su ghiaccio a coppie.

## Palmarès

### Con Mandy Wötzel
GP: Champions Series (Grand Prix)
| Internazionali            | Internazionali | Internazionali | Internazionali | Internazionali | Internazionali | Internazionali |
| Evento                    | 1992–93        | 1993–94        | 1994–95        | 1995–96        | 1996–97        | 1997–98        |
| ------------------------- | -------------- | -------------- | -------------- | -------------- | -------------- | -------------- |
| Giochi olimpici invernali |                | R              |                |                |                | 3°             |
| Campionati mondiali       | 2°             | 4°             | 5°             | 2°             | 1°             |                |
| Campionati europei        | 2°             | 5°             | 1°             | 2°             | 2°             |                |
| GP Finale                 |                |                |                | 3°             | 1°             | 2°             |
| GP Cup of Russia          |                |                |                |                | 1°             |                |
| GP Nations Cup            |                |                |                | 2°             | 1°             | 1°             |
| GP NHK Trophy             |                |                |                | 2°             |                |                |
| GP Skate Canada           |                |                |                |                | 1°             |                |
| GP Trophée Lalique        |                |                |                |                |                | 2°             |
| Nations Cup               | 1°             | 2°             | 1°             |                |                |                |
| NHK Trophy                |                |                | 3°             |                |                |                |
| Piruetten                 | 1°             |                |                |                |                |                |
| Skate Canada              | 1st            |                |                |                |                |                |
| Trophée de France         |                |                | 3°             |                |                |                |
| Nazionali                 |                |                |                |                |                |                |
| Campionati tedeschi       | 1°             |                | 1°             | 1°             | 1°             |                |
| R = Ritirati              |                |                |                |                |                |                |

### Con Ines Müller
| Internazionali                     | Internazionali | Internazionali | Internazionali |
| Evento                             | 1988–89        | 1989–90        | 1990–91        |
| ---------------------------------- | -------------- | -------------- | -------------- |
| Campionati europei                 | 7°             | 7°             |                |
| Nations Cup                        |                |                | 5°             |
| Prize of Moscow News               | 9°             |                |                |
| Skate Canada                       |                |                | 5°             |
| Nazionali                          |                |                |                |
| Campionati tedeschi                |                |                | 4°             |
| Campionati della Germania dell'Est | 3°             | 3°             |                |

### Con Manuela Landgraf
| Internazionali                     | Internazionali | Internazionali | Internazionali | Internazionali |
| Evento                             | 1982–83        | 1983–84        | 1984–85        | 1985–86        |
| ---------------------------------- | -------------- | -------------- | -------------- | -------------- |
| Campionati mondiali                |                |                | 8°             | 11°            |
| Campionati europei                 |                |                | 5°             | 5°             |
| Internazionali: Junior             |                |                |                |                |
| Campionati mondiali                | 4°             | 1°             |                |                |
| Grand Prize SNP                    |                | 2°             |                |                |
| Nazionali                          |                |                |                |                |
| Campionati della Germania dell'Est |                |                | 2°             |                |